# غومة المحمودي

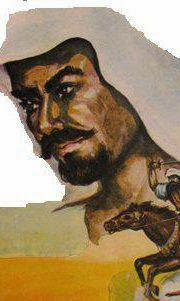

الشيخ غومة خليفة عون المحمودي شيخ قبائل المحاميد زعيم المنطقة الغربية في ليبيا 1831-1858
قائد واحدة من كبريات الثورات في العالم العربي ضد السيطرة العثمانية 1835-1858
و أحد الأبطال والفرسان المميزين والمشاهير في الذاكرة الشعبية الليبية.

## نسبه
هو غومة بن خليفة بن عون من أولاد عون المنحدرة من أولاد عبد الله المرموري أحد أبرز فروع قبائل المحاميد وهم بنو محمود بن طوق بن بقية بن وشاح بن عامر بن جابر بن فائد بن رافع بن دباب بن ربيعة بن زعب بن جرة بن مالك بن خفاف بن امرئ القيس بن بهثة بن سليم.
تولت قبيلته الزعامة التقليدية لغالبية المناطق الواقعة غرب وجنوب غرب طرابلس منذ مقدمها في اواخر القرن الخامس الهجري وحتى العهد الإيطالي.

## مولده ونشئته
ولد حوالى سنة 1210 هجرى الموافق عام 1795 في مضارب قبيلته بمنطقة الحوض و تحديدا قرب وادى الأثل غربى بلدة بئر الغنم، حيث يقيم المحاميد من أولاد المرمورى، وتربى على قيم البادية الأصيلة، ونشأ في بيت مشيخة شهير تركزت فيه زعامة المحاميد الغربيين وزعامة تحالف قبلي يشمل أغلبية القبائل في جنوب غرب طرابلس.
حيث كان جده الشيخ عون شيخا عاما للمحاميد وتلاه والده الشيخ خليفة بن عون ثم الشيخ محمد بن أبي القاسم بن خليفة ثم وصلت المشيخة للشيخ غومة بن خليفة في عام 1831 م.

## علاقته مع يوسف باشا القرمانلى و ولاة العهد التركى الثانى لليبيا
الصفحة تحت الاعداد
قاد حركة مقاومة ضد الحكم العثماني بسبب سوء الإدارة والرغبة في حصول الجبل الغربي على الاستقلال الذاتي وتولى إدارته من قبله. تعتبر حركة الشيخ غومة المحمودي 1835-1858م من أهم الحركات التي شهدتها إيالة طرابلس الغرب إبان الحكم العثماني 1551-1911 م و أبرزها فقد كانت حركة شعبية بمعني أنها شملت قطاعاً كبيراً من سكان الإيالة ضم بعض القبائل الكبيرة ذات القوة والنفوذ واتسع تأثيرها في منطقة جغرافية واسعة ضمت معظم الجبل الغربي والمنطقة الغربية من الإيالة، واستمرت فترة زمنية طويلة ناهزت الربع قرن، فشكلت بذلك خطورة كبيرة هددت الوجود العثماني في البلاد، وألحقت بجيشه الهزائم في عدة مواقع، واستنزفت إمكاناته الاقتصادية وسببت له الأزمات السياسية التي أدت إلى سقوط الولاة وتغيير القيادات العسكرية، كما كانت موضوع اهتمام الباب العالي و السلطان العثماني بصورة شخصية، وكانت لها تأثيراتها على الأوضاع القبلية ومراكز النفوذ في الإيالة، واسترعت على الصعيد الخارجي انتباه الإنجليز و الفرنسيين فأقحمت ولو بصورة غير مباشرة في الصراع الدائر بينهما.

### من أشعاره
جزناه خط بخط زي النيله
و فتناه بر العز و مراحيله
جزناه فى الشراقه
قطعناه خط بخط قلبى طاقه
دموعى على رؤوس اللحى دفاقه
اشابيب من بعض السحايب سيله

### غومة فى الأمثال الشعبية الليبية
1- "جاب راس غومة" يضرب للشى الكبير الهام.
2- "اللى طرالكم يا محاميد يا طرالكم يا جوازى" يضرب لمن سيأتي دوره بعد زملائه.
3- "الضرب للمحاميد و الثناء لغومة" يضرب لمن يأخد شهرة و الصيت و فى المقابل يحجب الصيت و الشهرة عن صاحبها الحقيقى.

## [3]مراجع
1. ↑  "مقاومة الشيخ غومة المحمودي". Goodreads (بالإنجليزية). Archived from the original on 2023-05-28. Retrieved 2023-05-28.
2. 1 2 3  على مصطفى المصراتى (1992). غومة فارس الصحراء (ط. الطبعة الثالثة). الدار الجماهيرية للنشر و التوزيع و الإعلان. ص. 227.
3. ↑  بروشين، نيكولاي إيليتش (2001). تاريخ ليبيا من منتصف القرن السادس عشر حتى مطلع القرن العشرين. دار الكتاب الجديد المتحدة. ISBN:978-9959-29-027-4. مؤرشف من الأصل في 2023-05-28.